# Tipula cayollensis
Tipula cayollensis är en tvåvingeart som beskrevs av Dufour 2003. Tipula cayollensis ingår i släktet Tipula och familjen storharkrankar. Inga underarter finns listade i Catalogue of Life.